# Drake (Dakota del Nord)
Drake és una població dels Estats Units a l'estat de Dakota del Nord. Segons el cens del 2000 tenia 322 habitants.

## Demografia
Segons el cens del 2000, Drake tenia 322 habitants, 164 habitatges, i 94 famílies. La densitat de població era de 63,1 hab./km².
Dels 164 habitatges en un 18,9% hi vivien nens de menys de 18 anys, en un 47% hi vivien parelles casades, en un 9,8% dones solteres, i en un 42,1% no eren unitats familiars. En el 38,4% dels habitatges hi vivien persones soles el 23,8% de les quals corresponia a persones de 65 anys o més que vivien soles. El nombre mitjà de persones vivint en cada habitatge era d'1,96 i el nombre mitjà de persones que vivien en cada família era de 2,6.
Per edats la població es repartia de la següent manera: un 18,3% tenia menys de 18 anys, un 4% entre 18 i 24, un 19,3% entre 25 i 44, un 22,7% de 45 a 60 i un 35,7% 65 anys o més.
L'edat mediana era de 51 anys. Per cada 100 dones de 18 o més anys hi havia 87,9 homes.
La renda mediana per habitatge era de 22.813 $ i la renda mediana per família de 34.844 $. Els homes tenien una renda mediana de 23.250 $ mentre que les dones 17.083 $. La renda per capita de la població era de 13.023 $. Entorn del 8,2% de les famílies i el 15,2% de la població estaven per davall del llindar de pobresa.

## Poblacions més properes
El següent diagrama mostra les poblacions més properes.